# Forêt Territoriale de Rospa-Sorba (partie sud-est)
Forêt Territoriale de Rospa-Sorba (partie sud-est) este o arie protejată (sit de importanță comunitară — SCI) din Franța întinsă pe o suprafață de 238 ha, integral pe uscat.

## Localizare
Centrul sitului Forêt Territoriale de Rospa-Sorba (partie sud-est) este situat la coordonatele 42°10′02″N 9°14′30″E / 42.16722°N 9.24167°E.

## Înființare
Situl Forêt Territoriale de Rospa-Sorba (partie sud-est) a fost declarat arie specială de conservare în baza directivei 92/43 din 1992 referitoare la conservarea habitatelor naturale și a faunei și florei sălbatice pentru a proteja 1 specie de plante și 10 specii de animale.

## Biodiversitate
Situată în ecoregiunea mediteraneană, aria protejată conține 3 habitate naturale: Galerii de Salix alba și de Populus alba, Păduri de pin (sub-) mediteraneene cu pini negri endemici, Grohotișuri silicioase de la nivelul montan până la nivelul zăpezii (Androsacetalia alpinae și Galeopsietalia ladani).
La baza desemnării sitului se află mai multe specii protejate:
- plante (1): Buxbaumia viridis
- amfibieni (2): Discoglossus montalentii, Discoglossus sardus
- mamifere (6): liliac cârn (Barbastella barbastellus), liliac cu aripi lungi (Miniopterus schreibersii), liliac cu urechi mari (Myotis bechsteinii), liliac cărămiziu (Myotis emarginatus), liliacul mare cu potcoavă (Rhinolophus ferrumequinum), liliacul mic cu potcoavă (Rhinolophus hipposideros)
- nevertebrate (2): Gortyna borelii lunata, Papilio hospiton

Pe lângă speciile protejate, pe teritoriul sitului au mai fost identificate 3 specii de plante, 2 specii de amfibieni, 13 specii de mamifere, 2 specii de nevertebrate, 1 specie de reptile.